# Broken my toybox (アルバム)
Broken my toyboxは、日本のポップ・ロックバンド、Broken my toyboxが2021年12月22日に発売した1枚目のフルアルバム。

## 概要
「グノシー × ARTIST BASE オーディション」グランプリ受賞 〜 Hello Halo -ReLight-
- UNIVERSAL MUSIC JAPAN主催の『グノシー × ARTIST BASE オーディション2020〜RISE〜』に出場し、見事グランプリを受賞した。[1]
- 2017年にリリースされた楽曲「Hello Halo」の再収録版、「Hello Halo -ReLight-」が、ドラマ「夢中さ、きみに。」のオープニングテーマに決定したことを発表[2]。初のタイアップ作品となった。

4ヶ月連続リリース
-ReLight-
- 本アルバムには、「Hello Halo」を始めとした、過去作の「-ReLight-(再収録)」版が収録されている。

## 4ヶ月連続リリース
2021年の8月から11月の4ヶ月間、毎月楽曲をリリースする企画。この期間内で制作された楽曲はそれぞれ「怒り」「孤独」「葛藤」「光」をテーマにして、一つの世界観を共有している。
8月25日：バンシーの叫び Cry Of The Banshee
- 「怒り」をテーマにした本楽曲は、「いじめ」を題材として扱っており、「いじめている人」「それをただ見ているだけの人」に対する罪についてのメッセージが込められている。

9月29日：もし生まれ変わったなら If I were reborn
- 「孤独」をテーマにした本楽曲は、SNSの普及によって、自分の気持ちを簡単に呟けるようになったことに対し、それらに影響を受け自分の意見を言い出しづらい状態にある人の「心の孤独」を歌っている。

10月27日：感情的な英雄 Emotional Hero
- 「葛藤」をテーマにした本楽曲は、己の正義を貫こうとする人に対して、惰性的な大多数の人間が淘汰していく様を歌っている。少数派の声に誰も興味を示さないことに対し、憤りを示した内容となっている。

11月24日：かつては少年少女 Once a boys and girls
- これまでの「怒り」「孤独」「葛藤」の中から見出した「光」をテーマにした本楽曲は、「他人のすべてを共感・理解すること」の難しさと、すべてを理解する必要はないということを歌った楽曲。

## 収録曲
全作詞・作曲：藤井樹
1. ブラックアウト -ReLight-
  - 7nd配信シングルの再録版。
2. Hello Halo -ReLight-
  - 1stシングル「Hello Halo/ワンダーライアー」収録曲の再録版。
  - MBS特区ドラマ「夢中さ、きみに。」オープニングテーマ。
3. 感情的な英雄
  - 12th配信シングル。4ヶ月連続リリースの3作目。
4. バンシーの叫び
  - 10th配信シングル。4ヶ月連続リリースの1作目。
5. ロンリネスユアセルフ
6. 終夜運転
7. 車窓 -ReLihgt-
  - 6th配信シングルの再録版。
8. もし生まれ変わったなら
  - 11th配信シングル。4ヶ月連続リリースの2作目。
9. おかえり劣等生 -ReLight-
  - 1st配信シングルの再録版。
10. かつては少年少女
  - 13th配信シングル。4ヶ月連続リリースの4作目。